# Паспорт громадянина Есватіні

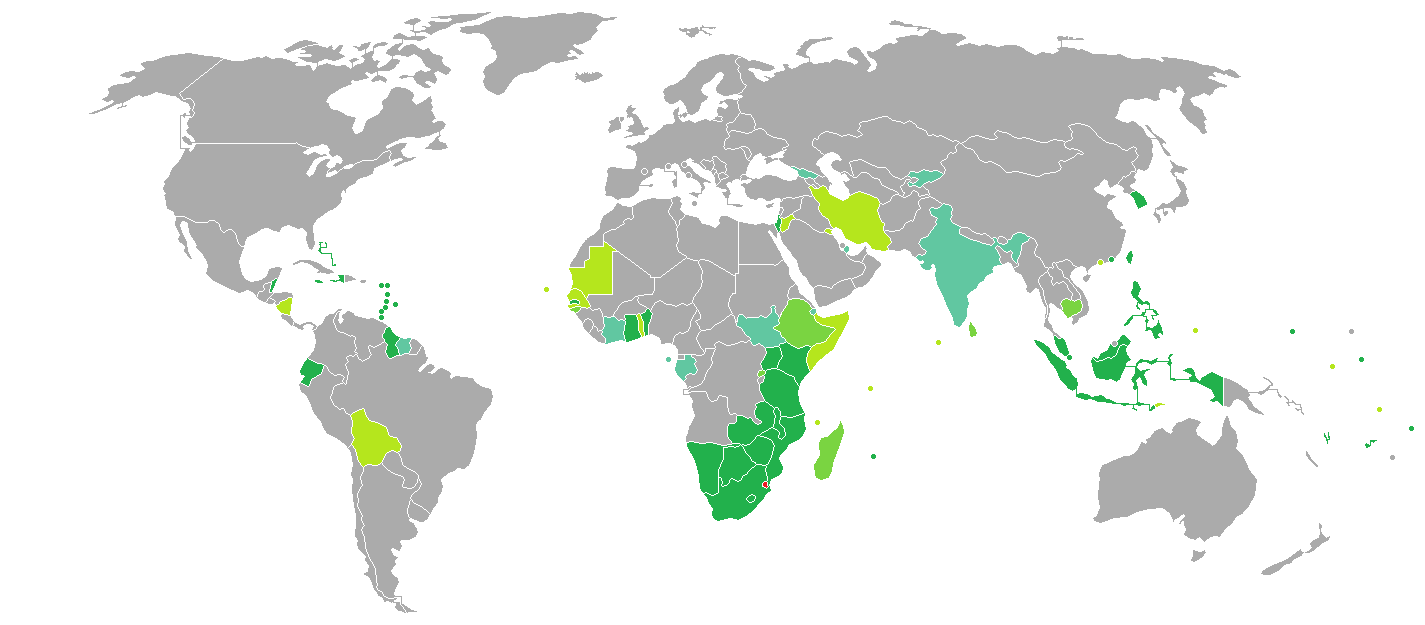
Країни, які встановили для громадян Есватіні безвізовий режим та режим отримання візи по прибуттю в країну

Паспорт громадянина Есватіні — офіційний документ, видатний громадянам Есватініу для поїздок за кордон. У 2015 році громадяни Есватіні мали безвізовий режим або можливість отримати візу по прибуттю в 67 країнах і територіях, займаючи за цим показником 73-тє місце в світі.